# M. F. K. Fisher
Mary Frances Fisher, meglio conosciuta come M. F. K. Fisher (Albion, 3 luglio 1908 – Glen Ellen, 22 giugno 1992), è stata una scrittrice statunitense di libri di cucina.

## Biografia
Fondatrice della Napa Valley Wine Library, Fisher pubblicò ventisette libri, tra cui una traduzione di La fisiologia del gusto di Savarin. Fisher era convinta che l'arte del vivere e l'arte del mangiare dovrebbero essere sinonimi", ed approfondì tale aspetto nelle sue opere.